# Лев, колдунья и платяной шкаф (мультфильм)
«Лев, колдунья и платяной шкаф» (англ. The Lion, the Witch & the Wardrobe) — мультипликационный фильм 1979 года, экранизация книги Клайва С. Льюиса «Лев, колдунья и платяной шкаф». Премьера состоялась 1 апреля 1979 года в США и Великобритании.

## Сюжет
Нарния — сказочный мир. В нём животные умеют разговаривать, а владение магией — это привычное для всех дело. Однажды четверо детей обнаружили дверь в обычном платяном шкафу, которая ведет в эту самую удивительную страну. Попав в неё, они узнали, что власть в Нарнии принадлежит теперь злой колдунье, наславшей на всю Нарнию Столетнюю зиму. Но разрушить заклинание и освободить жителей страны сможет только детское бесстрашие. Конечно же им в этом помогут благородный лев Аслан — настоящий король и создатель Нарнии, жители этой доброй и волшебной страны и непутевый фавн мистер Тумнус.

## В ролях
| Актёр (актриса) | Роль           |
| --------------- | -------------- |
| Рег Уильямс     | Питер          |
| Саймон Адамс    | Эдмунд         |
| Сьюзен Соколл   | Сьюзен         |
| Рэйчел Уоррен   | Люси           |
| Дон Паркер      | Мистер Бобр    |
| Лиз Прауд       | Миссис Бобриха |
| Бет Портер      | Джадис         |
| Виктор Спинетти | Мистер Тумнус  |
| Стивен Торн     | Аслан          |
| Дик Восберг     | Профессор Кёрк |

В английской версии озвучивания принимали участие следующие актёры:
| Актёр (актриса) | Роль           |
| --------------- | -------------- |
| Николас Барнс   | Эдмунд         |
| Шила Хэнкок     | Джадис         |
| Артур Лоу       | Мистер Бобр    |
| Лео МакКерн     | Профессор Кёрк |
| Лесли Филлипс   | Мистер Тумнус  |
| Джун Уитфилд    | Миссис Бобриха |